# Drew Morey
Drew Morey (27 november 1996) is een Australisch wielrenner.

## Carrière
In 2017 won Morey, in dienst van Terengganu Cycling Team, de eerste etappe in de Ronde van Flores. De thuisrijder Jamal Hibatullah werd twee seconden later tweede. De leiderstrui die Morey aan zijn overwinning overhield raakte hij een dag later kwijt aan Nick Miller. Twee maanden later werd hij, achter Davide Rebellin, tweede in de eerste etappe van de Ronde van Ijen. In december werd hij tweede in het eindklassement van de Ronde van Quanzhou Bay, met zes seconden achterstand op Max Stedman.

## Overwinningen
2017
1e etappe Ronde van Flores
2019
Oita Urban Classic

## Ploegen
- 2017 –  Drapac-Pat's Veg Holistic Development Team (tot 22 juni)
- 2017 –  Terengganu Cycling Team (vanaf 23 juni)
- 2018 –  Terengganu Cycling Team (tot 3 juni)
- 2018 –  Mitchelton-BikeExchange (vanag 4 juni)
- 2019 –  Terengganu Inc. TSG Cycling Team
- 2020 –  Terengganu Inc. TSG Cycling Team
- 2021 –  Team BridgeLane
- 2022 –  Team BridgeLane
- 2023 –  Kinan Cycling Team
- 2024 –  Kinan Racing Team
- 2025 –  Kinan Racing Team

Evans · Featonby · Kaesler · Katsonis · Kent-Spark · Monk · Morey · Pane · Ross · White · Yates
Ahmad Zamri · Batmunkh · Eyob · Goh · Lakasek · Marzuki · Mat Amin · Morey · Othman · Ovetsjkin · Romli · Rosdi · H. Saleh · Z. Saleh · Zulkurnain